# Bronisław Szwalm
Bronisław Szwalm (ur. 26 września 1892 w Łodzi, zm. 23 czerwca 1969 tamże) – polski nauczyciel, krajoznawca, turysta, regionalista, organizator turystyki, społeczny opiekun zabytków.

## Nauka i praca zawodowa
W 1912 po ukończeniu Seminarium Nauczycielskiego w Łęczycy rozpoczął pracę w szkole we wsi Zajączki k. Częstochowy, a od 1914 pracował jako nauczyciel szkół łódzkich.
W okresie okupacji hitlerowskiej pracował od 1940 do 1945 (aż do wyzwolenia) w szkole powszechnej w Michałowie, pow. skierniewicki oraz prowadził tajne nauczanie w Michałowie i w Puszczy Mariańskiej na kompletach gimnazjalnych jako nauczyciel geografii. Mimo zupełnie niesprzyjających w tym czasie okoliczności organizował dla młodzieży w niewielkich grupach tajne wycieczki krajoznawcze po najbliższej okolicy.
Od 1945 do przejścia na emeryturę w 1961 był kierownikiem Szkoły Podstawowej nr 19 w Łodzi, a następnie – do 1968 – pracował jako kierownik Szkolnego Ośrodka Krajoznawczo-Turystycznego dla dzielnicy Łódź-Polesie.
Od momentu powstania Wojewódzkiego Ośrodka Doskonalenia Kadr Oświatowych (WODKO) aż do jego likwidacji brał czynny udział w Sekcji Geografii wygłaszając tam na zebraniach referaty na tematy dotyczące krajoznawstwa i metodyki wycieczkowania. Z ramienia WODKO dwukrotnie brał udział w szkoleniu instruktorów i nauczycieli geografii na kursach Ministerstwa Oświaty w Otwocku (1952) i Sulejówku.

## Działalność pozazawodowa
W 1918 był organizatorem Łódzkiego Oddziału Związku Nauczycielstwa Polskiego, sekretarzem pierwszego zarządu i kierownikiem sekcji pedagogiczno-odczytowej, prowadził też wycieczki krajoznawcze dla nauczycieli. Wówczas w Łodzi było zatrudnionych ok. 50% nauczycieli spoza Łodzi, w większości z Małopolski, należało ich zintegrować, zainteresować krajoznawstwem i turystyką w regionie łódzkim. Jako zapalony krajoznawca i turysta prowadził wycieczki po Łodzi i okolicach, a także dalsze (do Warszawy, Krakowa i Wieliczki, Poznania, Gniezna i jeszcze dalej). Te pierwsze wycieczki miały nie tylko cele poznawcze i kształcące, lecz także zbliżały członków ZNP z byłych trzech zaborów w jednej rodzinie związkowej.
W 1924 z ramienia ZNP i Kuratorium Okręgu Szkolnego Łódzkiego zapoczątkował pierwsze w Łodzi wyjazdy wakacyjne dzieci szkół powszechnych na kolonie letnie i do 1934 przez 10 lat w czasie wakacji letnich pełnił bezinteresownie trudne i odpowiedzialne obowiązki generalnego kierownika i lustratora tych kolonii.
W latach 1931–1939 prowadził Komisję Wycieczkową przy Inspektoracie Szkolnym miasta Łodzi i organizował specjalne pociągi wycieczkowe, wożące młodzież łódzką do ciekawych miejsc w całej Polsce.
Była to pierwsza tego typu planowa akcja w kraju a wzięło w niej udział ponad 25 000 uczniów. Prasa szeroko opisywała te wycieczki, ilustrując je zdjęciami.
W latach 1937–1939 był aktywnym członkiem zarządu Ligi Popierania Turystyki. Opracował wtedy liczne trasy wycieczkowe i marszruty, a w 1939 w czasie od 23 do 29 czerwca prowadził z ramienia Zarządu Okręgu ZNP kurs dla kierowników wycieczek z terenu całej Polski ("Głos Nauczycielski" nr 37 z 1939, s. 871 – kurs dla kierowników wycieczek) subsydiowany przez Ligę Popierania Turystyki.
Za akcję kolonijną Bronisław Szwalm zostaje odznaczony 9 maja 1925 Medalem 3 Maja, a za akcję wycieczkową Srebrnym Krzyżem Zasługi (21 października 1938).
Był autorem 2 podręczników dla szkół podstawowych oraz ponad 20 prac z dziedziny krajoznawstwa i turystyki szkolnej. O działalności Bronisława Szwalma napisano ponad 40 artykułów w prasie.

## Działalność pozazawodowa w krajoznawstwie
Do Polskiego Towarzystwa Krajoznawczego wstąpił w 1912. Od 1914 był jego aktywnym działaczem prowadząc w Oddziale Łódzkim PTK odczyty krajoznawcze i wycieczki. W latach 1915–1918 mimo okupacji, PTK organizuje odczyty krajoznawcze, a później wycieczki, w których brał bardzo czynny udział. Odtąd w pracy krajoznawczej łączyły go bliższe stosunki z prezesem Zarządu PTK dyrektorem Janem Czeraszkiewiczem, mec. J. Adamowiczem, Fr. Lenartowiczem, redaktorem K. Fiedlerem, inż. K. Izydorczykiem. Ci krajoznawcy i turyści odgrywali w PTK wielką, wiodącą rolę. W 1919 brał aktywny udział w zorganizowaniu przy Oddziale Łódzkim PTK Muzeum Krajoznawczego, którego eksponaty zostały później przekazane Miejskiemu Muzeum Etnograficznemu w Łodzi.
W latach 1919–1924 był przez kilka lat członkiem Zarządu Oddziału PTK. W tym czasie organizował liczne wycieczki po całej Polsce, wciągając do tej akcji nauczycieli z ZNP. W 1945 jako jeden z pierwszych przyczynił się do reaktywowania Oddziału PTK i wszedł w skład jego zarządu.
Organizował w szkołach koła krajoznawcze (w 1949 było ich w Łodzi 112 – drugie miejsce w Polsce).
"Był przewodniczącym okręgu łódzkiego KKMS (Koła Krajoznawcze Młodzieży Szkolnej) i wchodził w skład Zarządu Komisji KKMS" przy PTK. Po fuzji Towarzystw przestała funkcjonować Komisja KKMS. Pozostały idee i wzorce pracy wśród młodzieży. Działało wtedy 600 kół". Wanda Skowron Czy można było dokonać więcej? Ostatnie – powojenne lata działalności PTK 1945–1950.
W 1948 był z ramienia PTK organizatorem i kierownikiem kursu dla przewodników – pierwszego po wojnie i w 1950 kolejnego kursu.
W grudniu 1950 nastąpiło w Warszawie połączenie Polskiego Towarzystwa Tatrzańskiego z Polskim Towarzystwem Krajoznawczym w PTTK był delegatem Oddziału Łódzkiego na ów Zjazd połączeniowy PTK i PTT. W Łodzi połączenie to nastąpiło w marcu 1951, powstał wtedy okręg łódzki, z którego z czasem wyodrębniły się oddziały, w tym Oddział Łódzki.
Bronisław Szwalm w 1951 wszedł w skład pierwszego Zarządu Okręgu PTTK w Łodzi jako odpowiedzialny za pracę Towarzystwa wśród młodzieży.
W 1955 został członkiem prezydium Zarządu Okręgu PTTK i przewodniczącym Komisji Krajoznawczej, którą prowadził do 1968.
Działał także w ogniwach Zarządu Głównego PTTK. W imiennym składzie Plenum Komisji Krajoznawczej ZG PTTK z 10 stycznia 1969 jego nazwisko znajdujemy w następujących zespołach: organizacyjnym, programowo-szkoleniowym, popularyzacji, regionalizmu, dokumentacji i inwentaryzacji.
Opracował kilka wzorcowych szlaków wycieczkowych po województwie łódzkim. Szlak: Dolina Bzury – umieszczony został w Informatorze Turystycznym Ministerstwa Oświaty wydanym w 1957 i w piśmie "Poznaj swój kraj" w 1961 r. nr 7/8.
Artykułem pt. "Kartki z dziejów krajoznawstwa łódzkiego" zapoczątkował w 1968 w roczniku PTK "Ziemia" nowy dział pod nazwą "Z dziejów krajoznawstwa i turystyki".
Wtedy też opracował historię turystyki łódzkiej i krajoznawstwa łódzkiego – pionierską pracę, której ustalenia przed laty wykorzystywali ci, którzy zajmowali się tą tematyką, bowiem rękopis pracy pozostawił przed pójściem do szpitala w 1969 do wykorzystania w Łódzkim Oddziale PTTK.
Swoim bogatym doświadczeniem organizacyjnym służył do ostatnich dni swego życia w pracach Szkolnego Wojewódzkiego Ośrodka Krajoznawczo-Turystycznego (SWOKT) oraz Zarządu Polskiego Towarzystwa Schronisk Młodzieżowych.
Pełnił funkcję Społecznego Opiekuna Zabytków PTTK (legitymacja nr 3942 ZG PTTK w Warszawie).
Od 1967 działał w celu utworzenia Oddziału Nauczycielskiego PTTK w Łodzi. Oddział powstał co prawda w 1969, ale tego już Bronisław Szwalm nie doczekał. Oddział od 1979 nosi imię Bronisława Szwalma.

## Odznaczenia
- Krzyż Kawalerski Orderu Odrodzenia Polski (1959),
- Złoty Krzyż Zasługi,
- Srebrny Krzyż Zasługi (1938),
- Medal Komisji Edukacji Narodowej,
- Złota Odznaka „Zasłużony Działacz Turystyki” (1963),
- Złota Honorowa Odznaka PTTK (1956),
- Złota Odznaka PTSM (1965),
- Medal Aleksandra Janowskiego (1966),
- Odznaka 1000-lecia Państwa Polskiego,
- Honorowa Odznaka Miasta Łodzi (1959),
- odznaczenia związkowe, resortowe i inne.